# Boris Kaufman
Borís Kaufman (Białystok, en la actual Polonia, 24 de agosto de 1906-Nueva York, 24 de junio de 1980) fue un director de fotografía de origen ruso, que trabajó en Francia y en Estados Unidos. Era hermano de los cineastas soviéticos Dziga Vértov y Mijaíl Kaufman. 
Abandonó Rusia en 1917. Tras viajar por varios países europeos, en 1927 se instaló en París, donde estudió en la Universidad de la Sorbona. En Francia conoció a Jean Vigo, y participó en todas sus películas. Entre 1939 y 1941 sirvió para las fuerzas armadas francesas. Tras ser dado de baja, emigró a Norteamérica donde comenzó a filmar cortos para la National Film Board of Canadá y documentales de propaganda en Estados Unidos. A mediados de los años 50 intervino en varias películas de Hollywood, a las que dio un cierto estilo neorrealista. Colaboró sobre todo con Elia Kazan y Sidney Lumet. Ganó un premio Óscar por La ley del silencio (On the Waterfront, 1954), dirigida por Kazan. Se retiró del cine en 1970.

## Filmografía selecta
- À propos de Nice (Jean Vigo, 1930)
- Zéro de conduite (Jean Vigo,1933)
- L'Atalante (Jean Vigo, 1934)
- Lucrecia Borgia (Lucrèce Borgia, Abel Gance, 1935)
- La ley del silencio (On the Waterfront, Elia Kazan, 1954)
- Baby Doll (Elia Kazan, 1956)
- Doce hombres sin piedad (12 Angry Men, Sidney Lumet, 1957)
- Esplendor en la hierba (Splendor in the Grass, Elia Kazan, 1961)
- Larga jornada hacia la noche (Long Day's Journey Into Night, Sidney Lumet, 1962)
- El prestamista (The Pawnbroker, Sidney Lumet, 1965)

## Premios y distinciones
Premios Óscar
| Año  | Categoría                         | Película            | Resultado |
| ---- | --------------------------------- | ------------------- | --------- |
| 1955 | Mejor fotografía - Blanco y negro | La ley del silencio | Ganador   |
| 1957 | Mejor fotografía - Blanco y negro | Baby Doll           | Nominado  |